# Orfeus och Eurydike (opera, Gluck)

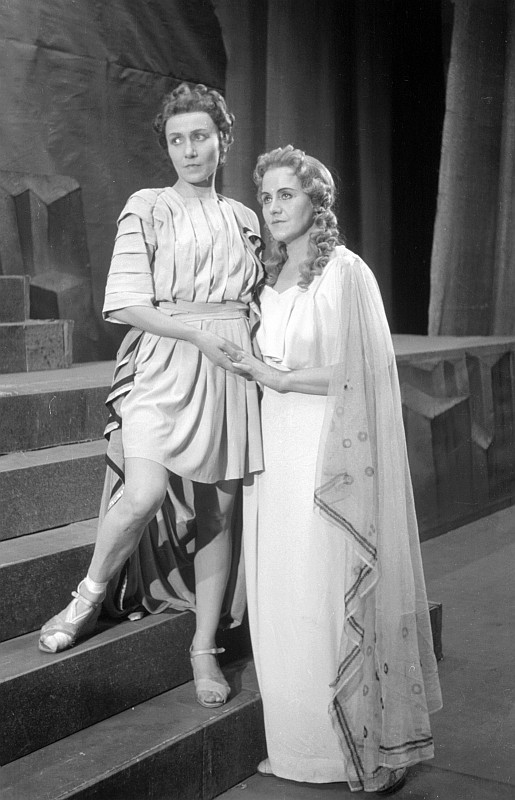
Anneliese Müller som Orpheus och Tiana Lemnitz som Eurydike i en tysk uppsättning från 1945.

Orfeus och Eurydike (italienska: Orfeo ed Euridice; franska: Orphée et Eurydice) är en opera i tre akter med musik av Christoph Willibald Gluck. Text i den italienska versionen är skriven av Ranieri de Calzabigi och i den franska av Pierre-Louis Moline efter Calzabigi.

## Historia
Operan uruppfördes den 5 oktober 1762 på gamla Burgtheater i Wien och 2 augusti 1774 på Académie royale de musique i Paris. Vid uruppförandet sjöngs titelrollen av altkastraten Gaetano Guadagni. När operan skulle sättas upp i Wien 1769 tillsattes rollen som Orfeo av en soprankastrat, vilket medförde att Gluck fick ändra i operan. Denna andra Wienversion har emellertid inte uppförts i modern tid. Inför Parispremiären skrev Gluck om verket ytterligare en gång och denna gång för en haute-contre, eftersom kastratsångare ansågs passé i Frankrike. Dessutom skrev han ny balettmusik. Hector Berlioz har dessutom omarbetat Glucks Parisversion genom att kombinera den första Wienversionen med Parisversionen så att Orphée sjungs av en mezzosopran. Berlioz la också till en egenkomponerad koloraturaria i belcantostil för Orfeus.
Orfeus och Eurydike är den första s.k. reformoperan där Gluck ville lägga mer vikt på det dramatiska uttrycket än vid virtuos sångteknik och komplicerad handling med många scenbyten. Recitativ, arior och körpartier är inte lika tydligt avgränsade inom reformoperan som inom den tidigare populära opera serian.

### Svensk version

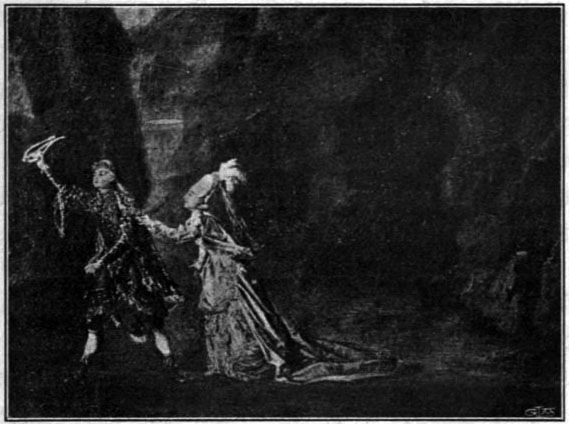
Orpheus- Svenska Teatern.

Den svenska premiären ägde rum på Stora Bollhuset, Stockholmsoperan den 25 november 1773 med Carl Stenborg och Elisabeth Olin i huvudrollerna. Operan spelades 25 gånger mellan 1773 och 1780. Översättningen av operan till svenska gjordes av Göran Rothman och musiken anpassades till de Svenska orden av Francesco Antonio Uttini. Till föreställningarna gjordes scenografin av L. Sundström och Jean Eric Rehn.
Operan iscensattes åter med premiär den 11 maj 1786, den 7 mars 1894, den 28 februari 1924, den 11 september 1937, den 8 juni 1957 på Drottningholmsteatern och den 3 september 1971 även då på Drottningholmsteatern. Den första Wienversionen har framförts på Drottningholmsteatern under sommaren 1998 med mezzosopranen Ann-Christine Biel som Orfeus och sopranerna Maya Boog och Kerstin Avemo som Eurydike respektive Amor.

## Personer

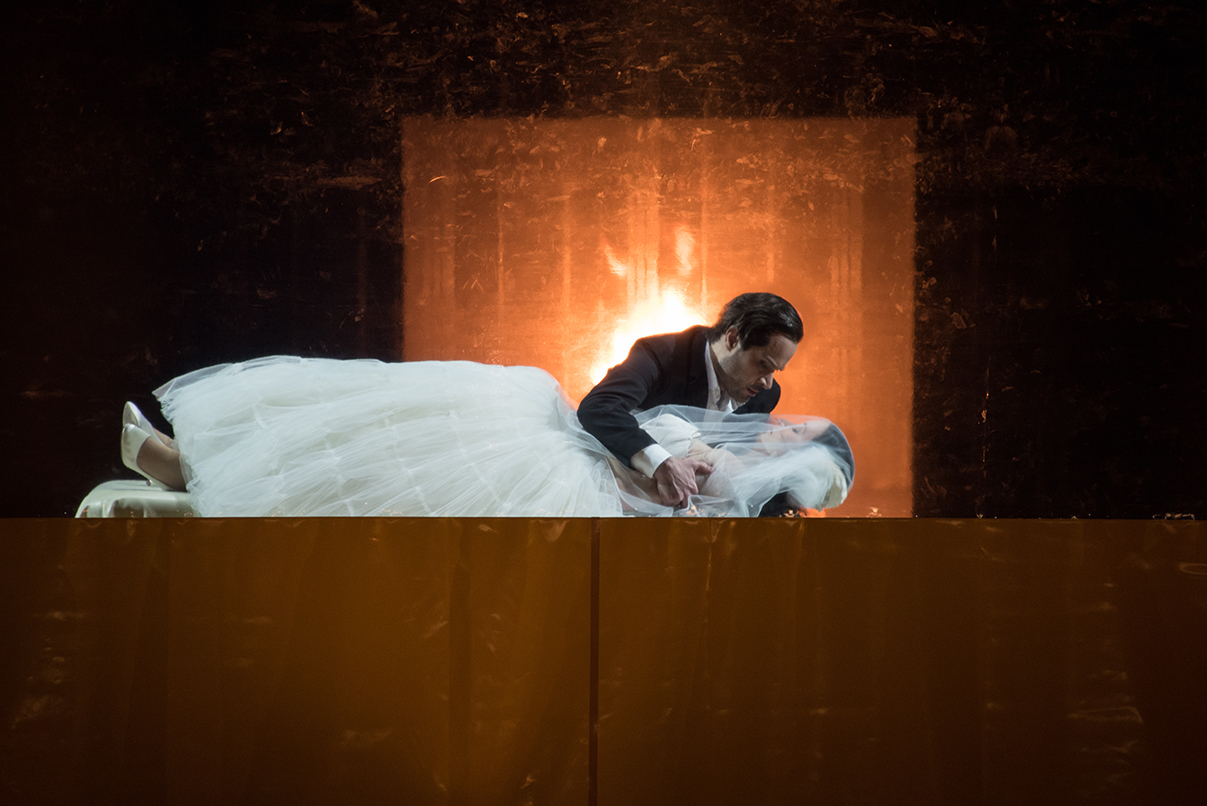
Orfeo ed Euridice, Staatsoper Unter den Linden, Berlin 2016, dirigent: Daniel Barenboim, med Bejun Mehta och Anna Prohaska

| Roller                                                                                 | Stämma                                                               | Världspremiär den 5 oktober 1762 (Dirigent: - ) | Svensk premiär den 25 november 1773 (Dirigent: Francesco Antonio Uttini ) |
| -------------------------------------------------------------------------------------- | -------------------------------------------------------------------- | ----------------------------------------------- | ------------------------------------------------------------------------- |
| Orfeo/Orphée/Orfeus                                                                    | alt, i Paris hög tenorstämma (en s.k. Haute-contre) alt. mezzosopran |                                                 | Carl Stenborg                                                             |
| Euridice/Eurydice/Eurydike                                                             | sopran                                                               |                                                 | Elisabeth Olin                                                            |
| Kärleken/Amore/l'Amour/Eros                                                            | sopran                                                               |                                                 | Betty Olin                                                                |
| Herdar, herdinnor, nymfer, furier, saliga själar, hjältar, hjältinnor (kör och balett) |                                                                      |                                                 |                                                                           |
| Danssolister                                                                           |                                                                      |                                                 | Louis Gallodier, Louis Frossard, M. J. Frossard och Elisabeth Soligny.    |

## Handling
Operan utspelar sig i över- och underjorden i den grekiska mytologin. Den inleds strax efter begravningen av Eurydike som dött av ett ormbett. När de övriga begravningsgästerna gått uttrycker Orfeus sin djupa sorg över att ha förlorat sin älskade Eurydike i förtid. Hans hjärtskärande sång hörs av gudarna som sänder Amor för att tala om för Orfeus att han kan få tillbaka Eurydike på ett villkor - att han inte ser på henne eller talar till henne medan de är nere i dödsriket. Första akten avslutas med att Orfeus beger sig till dödsriket.
Den andra akten inleds med att Orfeus möter furierna och monstren som vaktar dödsriket. De vill inte släppa förbi honom men Orfeus bevekar dem med sin skönsång. I andra aktens andra del når Orfeus de Elyseiska fälten där de saliga själarna vandrar runt i halvsömn. Eurydike förs fram till honom och de startar sin återfärd till jorden.
Under deras färd till jorden blir Eurydike frustrerad av att Orfeus varken ser på henne eller tilltalar henne och till slut tror hon att han inte älskar henne längre. Hon vägrar då att följa honom längre och vill återvända, Orfeus vänder sig då om i desperation och Eurydike faller död ner. Orfeus sjunger ut sin sorg och vill nu ta sitt liv. Amor dyker upp igen och ger Eurydike tillbaka till honom ytterligare en gång och de vandrar tillbaka till jorden där de blir hyllade av människorna.

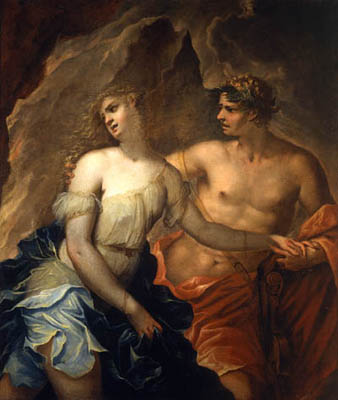
Orfeus och Eurydike på väg upp ur underjorden, målad av Federico Cervelli

Till skillnad från den grekiska originalmyten där Orfeus inte återfår sin älskade Eurydike var Gluck tvungen att införa ett happy end för att göra den dåtida publiken nöjd som inte var mogen för det olyckliga slut som myten egentligen har, där Eurydike åter går tillbaka till de döda. Det lyckliga slutet är ett antiklimax då man nästan förväntar sig ett olyckligt slut och det passar inte egentligen in. Dock har operan varit på den fasta repertoaren för många operahus i över 260 år, vilket betyder att den är den äldsta operan som fortfarande spelas regelbundet. (Den äldsta operan som fortfarande går att uppföra i sin helhet är en annan opera med samma tema, nämligen Monteverdis L'Orfeo.)

## Diskografi (urval)
- Orphée et Eurydice. Flórez, Garmendia, Marianelli. Madrids kör och symfoniorkester. Jesús López-Cobos, dirigent. Decca 478 2197. 2 cd.[4]

### Fotnoter
1. 1 2  Förteckning öfver svenska skådespel uppförda på Stockholms theatrar 1737–1863 och Kongl. theatrarnes personal 1773–1863 med flera anteckningar i Projekt Runeberg
2. 1 2 3 4  ”Arkivet”. Kungliga operan. https://arkivet.operan.se/repertoar/. Läst 18 juli 2020.
3. ↑   Kungliga teatern : repertoar 1773–1973 : opera, operett, sångspel, balett. Skrifter från Operan, 0282-6313 ; 1. Stockholm. 1974. Libris 106704
4. ↑   The Penguin guide to the 1000 finest classical recordings : the must have CDs and DVDs. London: Penguin Books. 2011. Libris 12532581. ISBN 978-0-241-95525-3